# Loanda (Paraná)
Loanda est une municipalité brésilienne de la microrégion de Paranavaí dans l’État du Paraná. Sa population estimée en 2020, selon les données de l'IBGE, est de 23 242 habitants.
La commune fait partie d'un important centre de production de sanitaires métalliques, dont la robinetterie.

## Étymologie
Loanda est nommé d'après Luanda, la capitale de l'Angola. Le nom est le résultat d'un concours organisé par les premiers résidents et la société immobilière qui a fondé la colonie.

## Histoire
La première pierre de la ville de Loanda est posée en octobre 1952 par l'Empresa Colonizadora Norte do Paraná. L'entreprise n'a eu aucune difficulté à vendre le terrain compte tenu de la fertilité du sol. La colonie s'est développée rapidement. La culture du café dominait la région, faisant de la ville un important centre démographique.

## Économie
La ville est un important producteur de métaux sanitaires, y compris les raccords et lavabos. Il y a 77 entreprises avec un total de 3 500 emplois. En outre, il existe des sociétés de fournisseurs pourvoyant 2 500 emplois. Les 100 marques de robinets représentent 17 % de la production brésilienne de vannes. La première entreprise à produire ce type de produit est créée à Loanda en 1983. Cependant, l'explosion du secteur ne s'est produite qu'au début des années 2000, lorsque les entreprises de la région se sont regroupées et ont développé des projets communs pour renforcer l'industrie.